# Shibuya Goldfish
Shibuya Goldfish (jap. 渋谷金魚 Shibuya Kingyo) ist eine Manga-Serie von Mangaka Aoi Hiroumi, die von 2016 bis 2021 in Japan erschien. Der Horror-Manga wurde in mehrere Sprachen übersetzt und erzählt von Oberschüler Hajime Tsukiyoda, der in Shibuya unerwartet gegen schwebende Goldfische um sein Überleben kämpfen muss.

## Inhalt
Filmliebhaber und Oberschüler Hajime Tsukiyoda greift gern selbst zur Kamera. Doch als er zur Inspiration zusammen mit Freunden nach Shibuya gehen will, lassen die ihn allein und gehen lieber zu einem Gruppen-Date. Das Ausgehviertel ist für ihn überraschend wenig inspirierend, doch kann er seiner Mitschülerin Chitose Fukakusa helfen, die von einigen Männern bedrängt wird. Als sie gemeinsam etwas essen wollen, tauchen überall in Shibuya plötzlich riesige, schwebende Goldfische auf. Sie fressen alle Menschen, die ihnen vor das Maul kommen, und auf der Flucht vor ihnen kommt bald auch Chitose um. Hajime wird gerettet und findet sich in einer kleinen Gruppe Überlebender wieder. Der Stadtteil wird von den Goldfischen beherrscht und ist von einem dicken Glas umgeben. Gemeinsam versuchen die Überlebenden, einen Weg heraus zu finden.

## Veröffentlichung
Die Serie erschien zunächst in Einzelkapiteln im Magazin Gangan Joker bei Square Enix. Die Veröffentlichung startete im September 2016 und wurde im April 2021 abgeschlossen. Schließlich erschien die Serie auch in insgesamt elf Sammelbänden.
Eine deutsche Übersetzung des Mangas erschien zwischen Juli 2021 und Juli 2023 vollständig bei Altraverse. Die Übersetzerin war Nana Umino. Yen Press bringt die Serie auf Englisch heraus und Goen auf Italienisch.